# رباط مثلثي أيمن للكبد
يقع الرباط المثلثي الأيمن في الطرف الأيمن من المنطقة العارية، وهو طيّة صغيرة تمر إلى الحجاب الحاجز، ويتشكّل من الطبقات العليا والسفلى من الرباط التاجي.

## صور إضافية

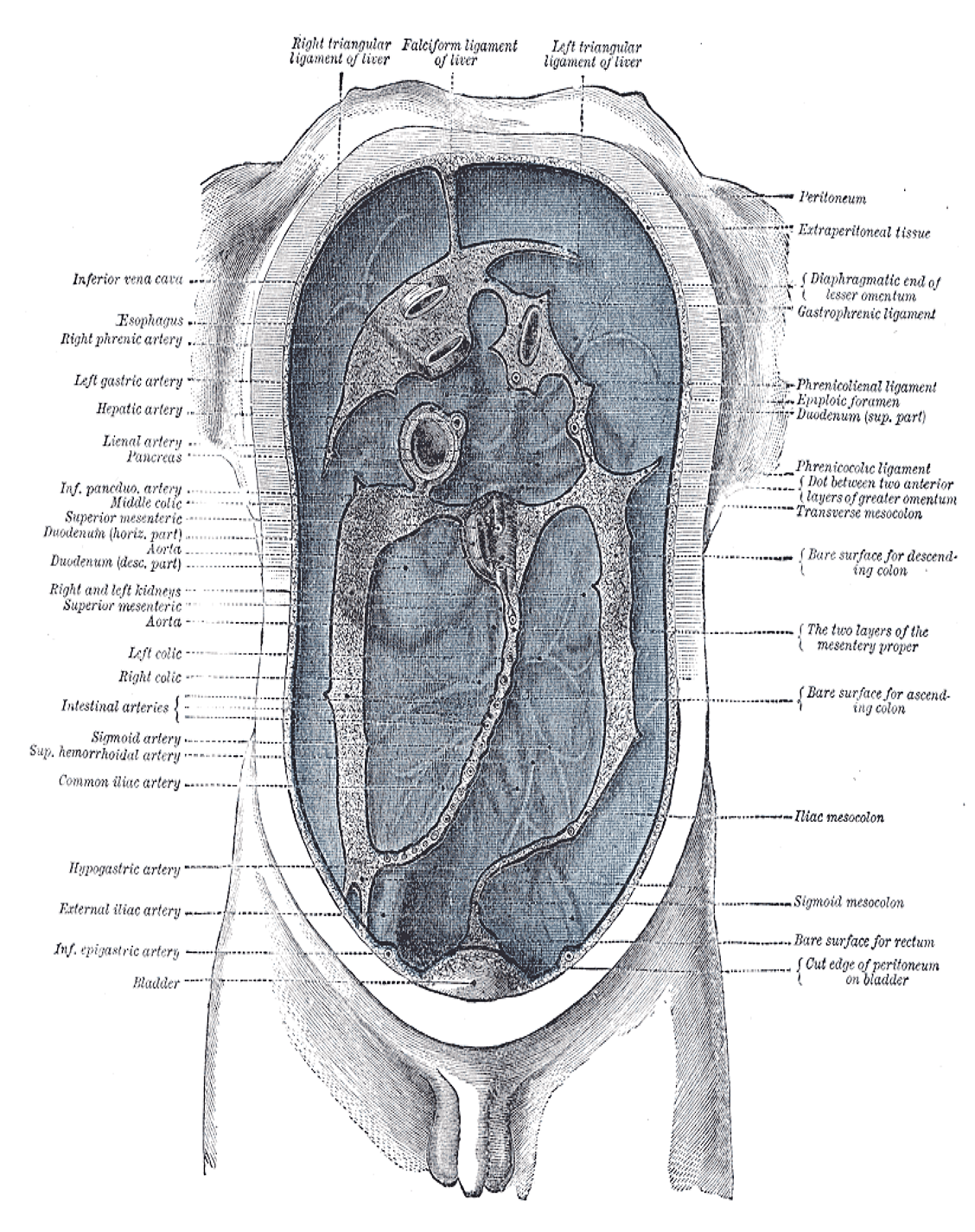
مخطط يوضّح الخطوط على طول الصفاق حيث يترك البطن للارتباط بالأحشاء.

## وصلات خارجية
- درسٌ تشريحي حول الكبد مُعدٌ بواسطة ويسلي نورمان (جامعة جورجتاون). (liversuperior)